# CITIC Plaza
Das CITIC Plaza (oder auch Sky Central Plaza) ist ein Wolkenkratzer in der chinesischen Stadt Guangzhou. Mit 391 Metern ist das 80 Stockwerke zählende Gebäude eines der höchsten des Landes und das dritthöchste der Stadt. Von seiner Vollendung 1997 war es bis 2010 das höchste Gebäude der Stadt, wurde dann aber vom 437 Meter hohen Guangzhou International Finance Center übertroffen.
Das Gebäude ist Unternehmenssitz der CITIC Group, die dem Hochhaus seinen Namen gibt. Zur Eröffnung 1997 war es nach dem Willis Tower und den Türmen des World Trade Center in New York City das vierthöchste Gebäude der Welt und gehört noch heute zu den 25 höchsten Wolkenkratzern. Seine offizielle Höhe von 391 Metern wird durch die Metallspitzen auf dem Dach erreicht. Bis zum Dach misst das Gebäude 322 Meter. Das verantwortliche Architekturbüro DLN Architects & Engineers entwarf einen geradlinigen, schlanken Bau aus Stahlbeton mit einer Glasfassade, weshalb es außerdem den Rekord als höchstes Stahlbeton-Hochhaus hielt, bis zur Fertigstellung des Trump International Hotel & Tower in Chicago im Jahr 2009 (423 Meter).
Das Hochhaus bildet den Mittelpunkt eines großen, seit etwa 1995 fast vollständig neu erbauten Stadtviertels – TianHe District – mit Parks, Gärten, Sportstadien und Vergnügungszentren. Das CITIC Plaza wird zudem von zwei zugehörigen Appartement-Gebäuden und vom Sky Galleria-Einkaufszentrum umsäumt.

## Weblinks

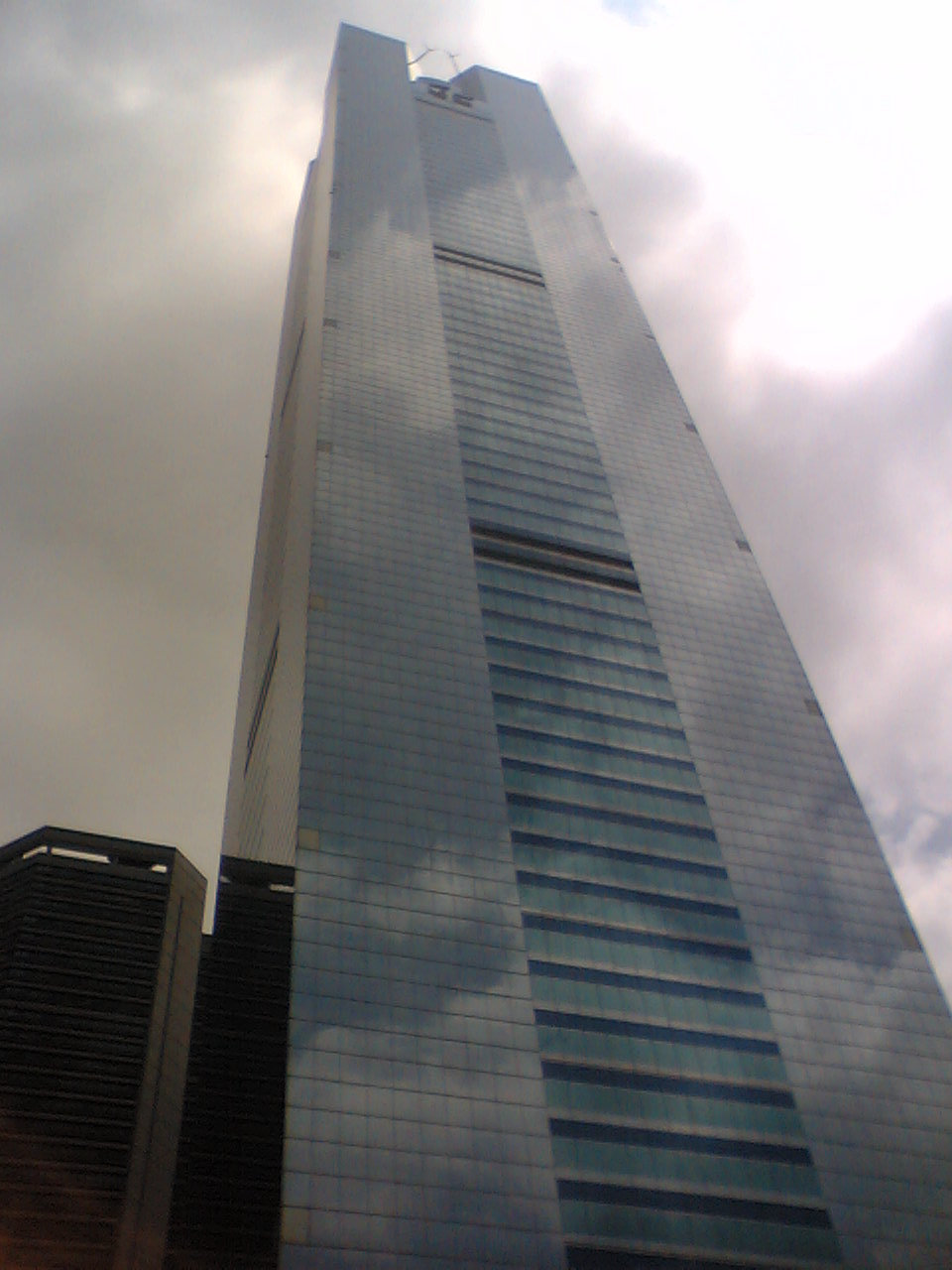
Blick von unten